# Inés de Babenberg, reina consorte de Hungría

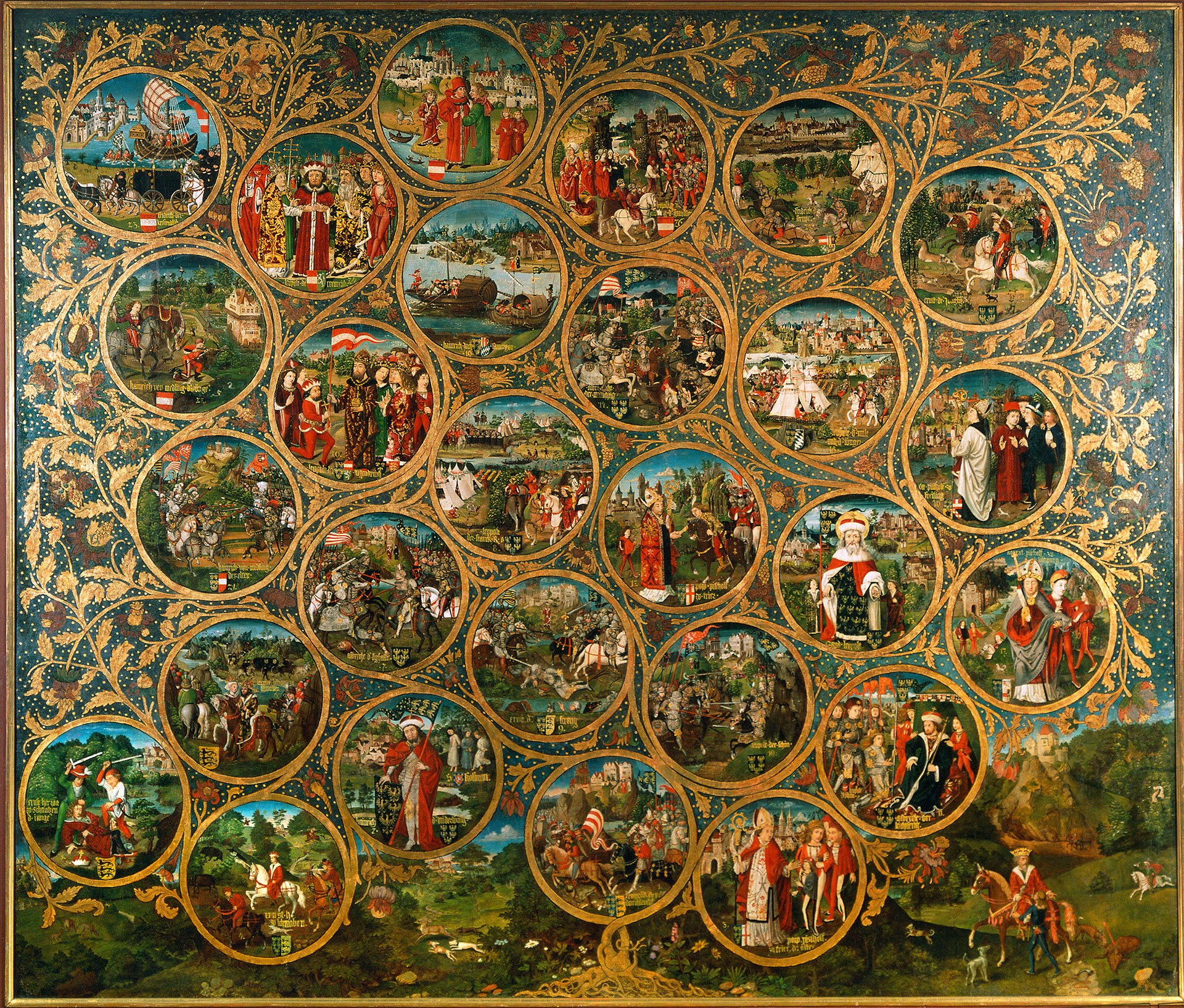
Árbol Genealógico de la Casa de los Babenberg de Stift Klosterneuburg

Inés de Babenberg (en húngaro: Babenberg Ágnes, en alemán: Agnes von Österreich) (1154 - 13 de enero de 1182) duquesa de Austria y reina consorte de Hungría, esposa del rey Esteban III de Hungría.

## Biografía
Inés nació cerca de 1154 como hija del duque de Austria Enrique II (1107–1177) y de Teodora Comnena, princesa bizantina, nieta del emperador Juan II Comneno.
En otoño de 1168 se casó con el rey Esteban III de Hungría en Viena, el cual mantuvo buenas relaciones con el Ducado de Austria y el Principado de Kiev, especialmente porque la madre de Esteban III era la princesa Eufrosina de Kiev.
Del matrimonio de Esteban III con Inés nació un hijo llamado Béla, pero este murió al poco tiempo sin alcanzar la edad adulta. Sin embargo el 4 de marzo de 1172 murió repentinamente el rey Esteban III y de inmediato su hermano menor Béla III de Hungría ocupó el trono.
Inés como una viuda sin hijos pronto regresó a Austria, donde cerca de 1175 se casó con el duque de Carintia Enrique II. De su segundo esposo nacieron dos hijos.
La reina consorte murió el 13 de enero de 1182 a sus 28 años de edad. Fue enterrada en Viena.